# Żas Sunkar Astana
Żas Sunkar Astana (kaz. «Жас Сұңқар» ФК) – kazachski klub piłki nożnej, mający siedzibę w stolicy kraju, mieście Astana, na północy kraju, występujący w 2020 roku w rozgrywkach Byrynszy Ligasy.

## Historia
Chronologia nazw:
- 2019: BŻMORSM-8 Astana (kaz. «№8 БЖМОРСМ» ФК (Астана) [№8 Балалар мен жасөспірімдердің мамандандырылған олимпиадалық резерв спорт мектебі])
- 2022: Żas Sunkar Astana (kaz. «Жас Сұңқар» ФК (Астана))

Kobieca drużyna piłkarska BŻMORSM-8 została założona w Astanie w 2019 roku, tak jak jego zawodniczki to uczennice Specjalistycznej Szkoły Sportowej dla Dzieci i Młodzieży Rezerwy Olimpijskiej nr 8 (ros. «СДЮСШОР №8», pol. SDJuSSzOR-8). Wcześniej wychowankowie szkoły brały udział w różnych turniejach amatorskich. W 2019 zespół startował w rozgrywkach Jekinszi Ligasy (D3). Na kilka rund przed końcem zapewnił sobie pierwsze miejsce i awans do pierwszej ligi. W 2020 roku zajął trzecie miejsce w Byrynszy Ligasy, ale w następnym 2021 roku zrezygnował z występów w pierwszej lidze i powrócił do drugiej ligi. W 2021 zajął czwarte miejsce w drugiej lidze, ale w następnym sezonie klub nie zgłosił się do mistrzostw. W 2022 roku klub przyjął nazwę Żas Sunkar (pol. Młody Sokół). 

## Barwy klubowe, strój, herb, hymn
|  |  |

Klub ma barwy czerwono-białe. Piłkarze domowe spotkania zazwyczaj grają w czerwonych koszulkach, czerwonych spodenkach oraz czerwonych getrach.

## Sukcesy

### Trofea międzynarodowe
Do chwili obecnej klub jeszcze nigdy nie zakwalifikował się do rozgrywek europejskich.

### Trofea krajowe
| \| \| Zdobyte trofea w rozgrywkach Kazachstanu (stan na: 31-12-2023) \| |                                                                |      |            |
| Rozgrywki                                                               | Osiągnięcie                                                    | Razy | Sezon(y)   |
| Mistrzostwo                                                             | I miejsce                                                      | 0    |            |
| Mistrzostwo                                                             | II miejsce                                                     | 0    |            |
| Mistrzostwo                                                             | III miejsce                                                    | 0    |            |
| Puchar                                                                  | zdobywca                                                       | 0    |            |
| Puchar                                                                  | finalista                                                      | 0    |            |
| Puchar                                                                  | 1/16 finału                                                    | 2    | 2019, 2021 |
| II liga                                                                 | I miejsce                                                      | 0    |            |
| II liga                                                                 | II miejsce                                                     | 0    |            |
| II liga                                                                 | III miejsce                                                    | 1    | 2020       |
| Kazachstan                                                              | Zdobyte trofea w rozgrywkach Kazachstanu (stan na: 31-12-2023) |      |            |

- Jekinszi Ligasy (III poziom):
  - mistrz (1): 2019

## Poszczególne sezony

### Rozgrywki międzynarodowe

#### Europejskie puchary
Klub nie uczestniczył w rozgrywkach europejskich.

### Rozgrywki krajowe
| \| Kazachstan \| Bilans występów klubu w rozgrywkach piłkarskich Kazachstanu (Stan na 31 grudnia 2023 r.) \| \| |                                                                                          |        |       |   |   |   |    |    |     |                      |        |        |      |
| Poziom | Rozgrywki                                                                                | Sezony | Mecze | Z | R | P | B+ | B– | Pkt | Lata                 | Awanse | Spadki | Naj. |
| I | Priemjer Ligasy                                                                          | 0      |       |   |   |   |    |    |     |                      | 0      | 0      |      |
| II | Byrynszy Ligasy                                                                          | 1      |       |   |   |   |    |    |     | 2020                 | 0      | 0      | 3    |
| III | Jekinszi Ligasy                                                                          | 2      |       |   |   |   |    |    |     | 2019, 2021           | 0      | 0      | 1    |
| | Puchar Kazachstanu                                                                       | 4      |       |   |   |   |    |    |     | 2018–2019, 2021–2022 | 0      | 0      | 1/16 |
| Kazachstan | Bilans występów klubu w rozgrywkach piłkarskich Kazachstanu (Stan na 31 grudnia 2023 r.) |        |       |   |   |   |    |    |     |                      |        |        |      |

## Piłkarki, trenerzy, prezydenci i właściciele klubu

### Trenerzy
...
- 2021:  Andriej Szumara

## Struktura klubu

### Stadion
Drużyna rozgrywa swoje mecze domowe w Astanie na stadionie Astana Arena, który może pomieścić 30.200 widzów.

## Kibice i rywalizacja z innymi klubami

### Derby
- Aktöbe FK
- Kajrat Ałmaty